# Huércal-Overa
Ne doit pas être confondu avec Huércal de Almería.
Huércal Overa est une ville d’Espagne, dans la province d'Almería, communauté autonome d’Andalousie.

## Géographie

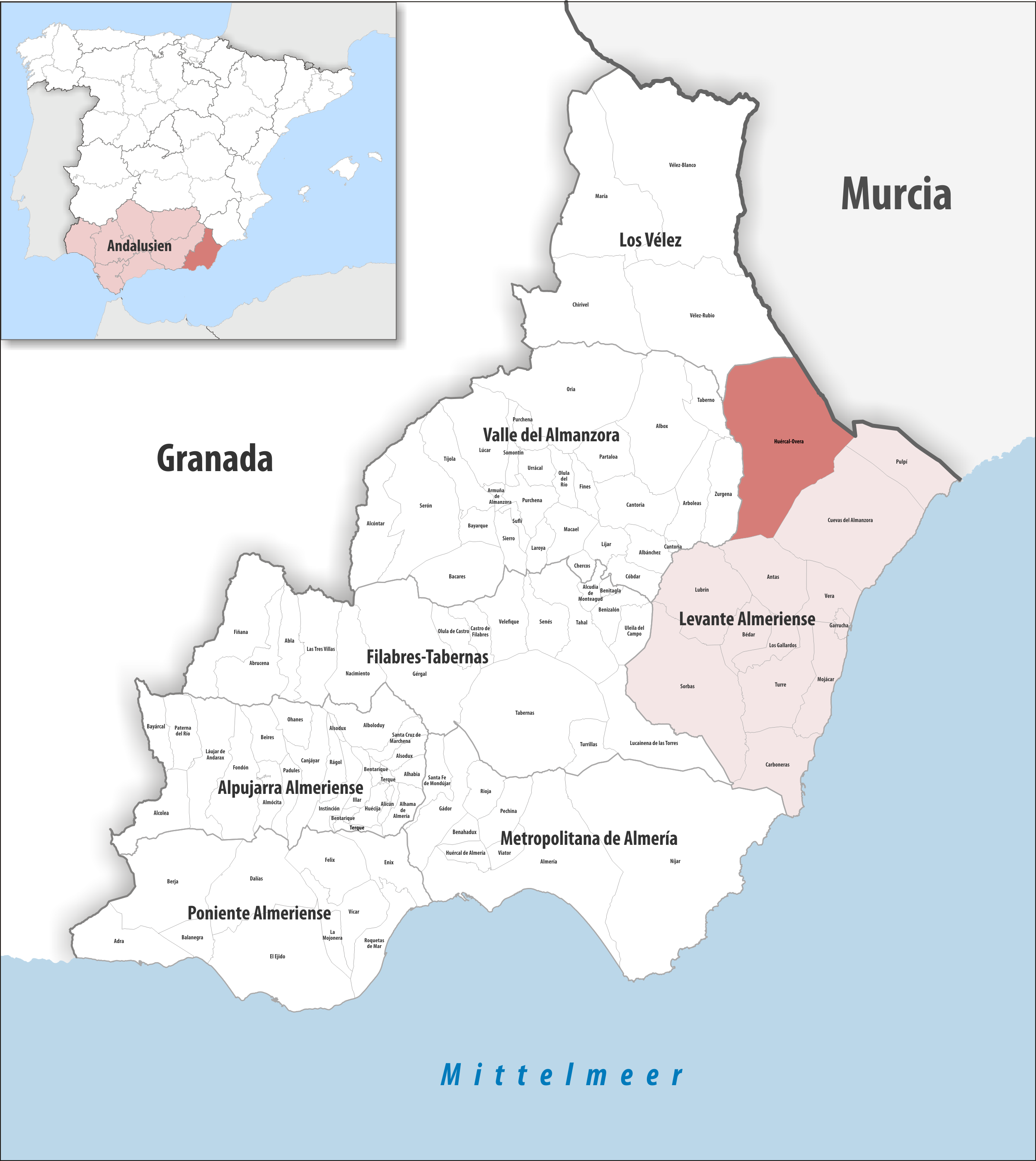
Huércal-Overa dans la comarque Levante almeriense, province d'Almería / en Andalousie

### Localisation
La commune de Pulpí se trouve dans le nord-est de la province d'Almería et la pointe nord de la comarque Levante almeriense.
Almería est à 109 km sud-ouest ;
Murcie à 114 km nord-est ;
Madrid à 508 km nord-ouest ;
Gibraltar à 447 km sud-ouest (distances par route).

### Communes voisines
Pulpí jouxte au nord-est la province de Murcie dans la communauté autonome de Murcie, avec Puerto Lumbreras et Águilas dans la comarque Alto Guadalentín (es).

### Hydrographie
Le fleuve Almanzora coule sur la commune. Sur la commune voisine Cuevas del Almanzora, un barrage a été construit qui retient l'eau du réservoir de Cuevas del Almanzora (es). la partie amont de ce réservoir est sur Huércal-Overa.

## Administration
| Période                                  | Période | Identité | Étiquette | Qualité |
| ---------------------------------------- | ------- | -------- | --------- | ------- |
| N/A                                      | N/A     | N/A      | N/A       | Maire   |
| Les données manquantes sont à compléter. |         |          |           |         |